# Xyris guillauminii
Xyris guillauminii là một loài thực vật hạt kín trong họ Hoàng đầu. Loài này được Conert miêu tả khoa học đầu tiên năm 1965.